# Gösta Krieg
Gösta Krieg (* 8. Juli 1963 in Berlin) ist ein deutscher Manager und Geschäftsführer der BwConsulting GmbH.
Gösta Krieg schloss seine Studiengänge als Diplom-Ingenieur und Diplom-Kaufmann (FH) ab und trat als Zivilangestellter 1999 in die Bundeswehr ein und arbeitete zunächst im Bundesamt für Wehrtechnik und Beschaffung mit Sitz in Koblenz, danach in der Beteiligungsführung des Bundesministeriums der Verteidigung und zuletzt in der BwFuhrparkService GmbH. Dort stieg er 2011 in die Geschäftsführung auf und verantwortete den Bereich „Operativer Bereich & IT“. Seit April 2013 ist Krieg Geschäftsführer der g.e.b.b. Seit Juli 2017 ist Gösta Krieg Vorsitzender der Geschäftsführung bei BwFuhrparkService GmbH.